# Eisenbahnunfall von Firozabad (1995)
Der Eisenbahnunfall von Firozabad war ein Auffahrunfall am 20. August 1995 in Firozabad, Uttar Pradesh, Indien. 335 Menschen starben.

## Ausgangslage
Am frühen Morgen waren zwei Züge hintereinander auf einer Strecke nach Delhi unterwegs: Voran fuhr der Zug Nr. 4023, der Kalindi Express von Kanpur, mit etwa 900 Reisenden, ihm folgte der Zug Nr. 2801, der Purushottam Express aus Puri, der etwa 1300 Fahrgäste beförderte.

## Unfallhergang
Der Kalindi Express stieß kurz vor dem Bahnhof von Firozabad mit einer Kuh zusammen, die sich im Gleisbereich aufgehalten hatte. Dabei kam niemand zu Schaden, aber die Bremsanlage des Zuges wurde beschädigt, so dass er nicht weiter fahren konnte. Ein Mitarbeiter des Stellwerks gab dem nur Minuten später folgenden Purushottam Express das Signal „Fahrt frei“, ohne sich vorher rückversichert zu haben, dass die Strecke vom voranfahrenden Zug geräumt war. So fuhr der Purushottam Express gegen 2:55 Uhr mit etwa 70 km/h auf den stehenden, ersten Zug auf. Die drei letzten Wagen des Kalindi Express wurden zerstört, die Lokomotive und die beiden ihr folgenden Wagen des Purushottam Express entgleisten. Diese sechs Fahrzeuge wurden auf einen Bruchteil ihrer Länge zusammengequetscht.

## Folgen
Die Zahl der Toten variiert je nach Quelle. Genannt werden 302, 310, 335, 358 oder mehr als 400 Tote. Darüber hinaus wurden mehr als 400 Menschen verletzt. Der Mitarbeiter des Stellwerks floh und wurde nie gefasst.
Dies war der zweitschwerste Eisenbahnunfall in der indischen Geschichte nach dem Eisenbahnunfall von Mansi. Konsequenzen hinsichtlich der Sicherung von Zugfahrten wurden aus dem Unfall nicht gezogen.